# A Shot in the Dark
A Shot in the Dark (conocida como Un disparo en la oscuridad o Un disparo en las sombras en Hispanoamérica o como El nuevo caso del inspector Clouseau en España) es una película británico-estadounidense de 1964, del género comedia, dirigida por Blake Edwards. 
Está protagonizada por Peter Sellers, Elke Sommer, George Sanders, Herbert Lom y Tracy Reed en los papeles principales.
También cuenta con el debut de Cato, el mayordomo que conoce artes marciales de Clouseau, interpretado por Burt Kwouk.
La película es la primera secuela de la película La Pantera Rosa (1963), a pesar de que originalmente no estaba destinada a ser una secuela a esta (por esa razón su título no hace referencia a la Pantera Rosa o al inspector Clouseau) siendo la segunda en la saga original de La Pantera Rosa.

## Argumento
En la mansión del millonario Benjamin Ballon (George Sanders) se comete un crimen. La criada María Gambrelli (Elke Sommer) es acusada de haber matado a su novio. No obstante, el inspector Clouseau (Peter Sellers) cree en su inocencia. Tiene una razón de peso: es demasiado guapa para haber matado a nadie. Esto se complica porque se va sucediendo una serie de crímenes y siempre María Gambrelli aparece con el arma homicida en sus manos. El jefe de Clouseau, Dreyfus (Herbert Lom) enloquece tanto con los argumentos del inspector, que coloca una bomba en su coche, matando a los involucrados en los diversos crímenes.

## Otros créditos
- Diseño de producción: Michael Stringer.
- Diseño de vestuario: Margaret Furse
- Dirección de producción: Denis Johnson
- Asistente de dirección: David Bracknell
- Sonido: John Bramall y J.B. Smith
- Montaje de sonido: Teddy Mason
- Dirección de la animación: George Dunning

## Premios
- La película fue candidata en los Premios Golden Laurel, en la categoría de comedia.
- También, fue candidata en los Golden Laurel, Elke Sommer, ocupando el tercer lugar de la lista.
- La responsable del diseño de vestuario, Margaret Furse fue nominada en los Premios BAFTA.

## Comentarios
- Dreyfus aparece como el villano principal en la película La pantera rosa ataca de nuevo.
- Henry Mancini escribió la canción Shadows of Paris (con Fran Jeffries y Robert Wells), para la película, también compuso el tema de A Shot In The Dark, que posteriormente se utilizó en los cortometrajes animados de El Inspector.